# Augereffect

Tweemaal schetsing van het augereffect. (a) illustreert de twee opeenvolgende stappen in augerdeexcitatie. Een elektron of foton creëert een elektronentekort in de eerste schil. Een elektron uit de tweede schil, die meer energie heeft, vult dit gat op. De energie die hierbij vrijkomt wordt gebruikt om een andere elektron uit te zenden. (b) illustreert hetzelfde gebruikmakend van spectroscopische notatie

Het augereffect is het verschijnsel van een stralingsloze overgang in een aangeslagen atoom. Daarbij wordt de energie die vrijkomt bij de overgang van een elektron uit een hogere schil naar een vrije plaats in een van de lagere schillen, overgedragen op een elektron, een zogeheten auger-elektron, dat als gevolg daarvan het atoom verlaat. 
Het gat in de eerste schil ontstaat bijvoorbeeld bij een neutronentekort. Hierbij wordt een elektron uit de schil opgenomen door de kern van het atoom. Een proton (positieve lading) vormt met een elektron (negatieve lading) een neutron en een neutrino. Dit proces wordt elektronenvangst of electron capture (EC) genoemd. Vervolgens wordt dit gat opgevuld door een elektron uit de tweede schil met hogere energie. Deze energie komt meestal vrij als röntgenstraling, maar soms vindt het augereffect plaats.
Een gat in de eerste schil kan ook ontstaan door een botsing met een elektron of foton die het elektron wegstoot.
Het effect wordt gebruikt in Auger-elektronspectroscopie, waarmee men de samenstelling van het oppervlak van een materiaal kan karakteriseren.
Het augereffect werd in 1922 ontdekt door Lise Meitner als bijeffect in haar competitief onderzoek met de Britse natuurkundige Charles Drummond Ellis naar eigenschappen van bètastraling. Een jaar later werd het ook ontdekt door Pierre Auger, die er een wetenschappelijk artikel over kon publiceren.